# AOA Cream
AOA Cream (hangul: 에이오에이 크림) é uma subunidade do grupo feminino sul-coreano AOA, formado pela FNC Entertainment em 2016. A subunidade é composta por Hyejeong e Chanmi. A formação original incluía Yuna, que anunciou sua saída em Janeiro de 2021. Sua estreia ocorreu em 11 de fevereiro de 2016 com o lançamento do single "I'm Jelly Baby".

## História
Durante o início de 2016, a FNC Entertainment anunciou oficialmente a formação do subgrupo. No início de fevereiro do mesmo ano, a empresa começou a lançar teasers das integrantes em sua próxima estreia.
Seu single de estreia, "I'm Jelly Baby", foi lançado em 11 de fevereiro de 2016. O single atingiu o número 25 na tabela Gaon coreana.
Seu sucesso lhes valeu páginas em várias revistas, incluindo Cosmopolitan.

## Integrantes
- Yuna (hangul: 유나), nascida Seo Yuna (hangul: 서유나) em Busan, Coreia do Sul em 30 de dezembro de 1992 (32 anos).
- Hyejeong (hangul: 혜정), nascida Shin Hyejeong (hangul: 신혜정) em Seul, Coreia do Sul em 10 de agosto de 1993 (31 anos).
- Chanmi (hangul: 찬미), nascida Kim Chanmi (hangul: 김찬미) em Gumi, Coreia do Sul em 19 de junho de 1996 (28 anos).

## Discografia

### Singles
| Título           | Ano  | Melhores posições nas paradas | Vendas               | Album            |
| Título           | Ano  | KOR                           | Vendas               | Album            |
| ---------------- | ---- | ----------------------------- | -------------------- | ---------------- |
| "I'm Jelly Baby" | 2016 | 26                            | - KOR (DL): 168,192+ | Single sem álbum |